# Роздільнянська районна рада
Роздільнянська районна рада — орган місцевого самоврядування Роздільнянського району Одеської області.

## Загальні відомості
Роздільнянській районній раді підпорядковані: 1 міська, 5 селищних та 3 сільські ради.

## Склад ради

### VIII скликання

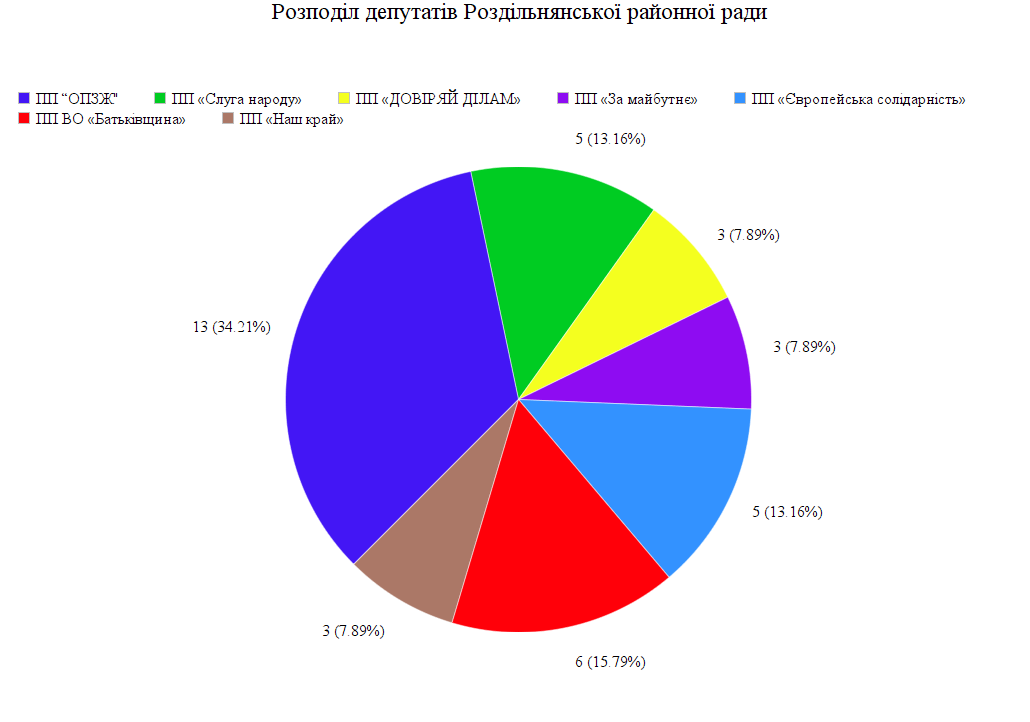
Розподіл депутатів Роздільнянської районної ради (2020)

Останні вибори до районної ради відбулись 25 жовтня 2020 року на 5 виборчих округах. Явка по району склала 36,51%.
Обрано 38 депутатів від 7 партій:
13 — ПП «ОПЗЖ»;
6 — ПП ВО «Батьківщина»;
5 — ПП «Слуга народу»;
5 — ПП «Європейська солідарність»;
3 — ПП «ДОВІРЯЙ ДІЛАМ»;
3 — ПП «За майбутнє»;
3 — ПП «Наш край».
Перша сесія відбулася 24 листопада 2020 року.

### Керівний склад ради
Пресман Олександр Семенович (нар. 1961) — голова Роздільнянської районної ради від 24 листопада 2020 року.
Александрова Альона Ігорівна — заступник голови.
| №  | ПІБ                                   | дата народження | Освіта              | Партійність                       | Посада і місце роботи | Місце проживання                                          | виборчий округ  | к-ть голосів    | назва місцевої організації ПП |
| -- | ------------------------------------- | --------------- | ------------------- | --------------------------------- | --- | --------------------------------------------------------- | --------------- | --------------- | ----------------------------- |
| 1  | АКСЕНТІЙ Павло Ілларіонович           | 22.09.1974      | загальна середня    | член ПП “ОПЗЖ"                    | голова фермерського господарства «Аксентій П.І.» | с. Степанівка, Роздільнянський р-н, Одеська обл.          | 3               | 351             | ПП “ОПЗЖ"                     |
| 2  | БІБЛІВ Євген Євгенович                | 15.12.1958      | вища                | безпартійний                      | директор ПП «Блек Сі Логістик» | м. Київ                                                   | 4               | 95              | ПП “ОПЗЖ"                     |
| 3  | ВЕЛИЧКО Світлана Геннадіївна          | 10.07.1963      | вища                | член ПП “ОПЗЖ"                    | ФОП | с. Кучурган, Роздільнянський р-н, Одеська обл.            | 3               | 539             | ПП “ОПЗЖ"                     |
| 4  | КАЛАШНІКОВА Тетяна Олександрівна      | 25.01.1977      | вища                | член ПП “ОПЗЖ"                    | адміністратор ФОП «Тімотін В.Є.» | м. Роздільна, Одеська обл.                                | 1               | 106             | ПП “ОПЗЖ"                     |
| 5  | КОВАЛЕНКО Андрій Віталійович          | 27.2.1975       | середня спеціальна  | член ПП “ОПЗЖ"                    | ФОП | м. Роздільна, Одеська обл.                                | 1               | 237             | ПП “ОПЗЖ"                     |
| 6  | ПРИСЯЖНЮК Ольга Григорівна            | 22.4.1967       | вища                | член ПП “ОПЗЖ"                    | Комунальний заклад "Захарівська централізована бібліотечна система", завідуюча відділу обслуговування абонементу                                                          | смт Захарівка, Захарівський р-н, Одеська обл.             | 5               | 26              | ПП “ОПЗЖ"                     |
| 7  | НАГОРНИЙ Олександр Олександрович      | 2.11.2000       | вища                | безпартійний                      | тимчасово не працює | м. Одеса, Одеська обл.                                    | 5               | 277             | ПП “ОПЗЖ"                     |
| 8  | ЯНЄВА Тетяна Георгіївна               | 6.5.1990        | вища                | член ПП “ОПЗЖ"                    | ТОВ "Орехагро Сити", директор | с. Холмська, Болградський р-н, Одеська обл.               | 4               | 371             | ПП “ОПЗЖ"                     |
| 9  | СТАНІШЕВСЬКИЙ Олександр Олександрович | 11.12.1988      | вища                | член ПП “ОПЗЖ"                    | ТОВ "Зоря", заступник директора | с. Яковлівка, Роздільнянський р-н, Одеська обл.           | 2               | 107             | ПП “ОПЗЖ"                     |
| 10 | ПРЕСМАН Олександр Семенович           | 10.4.1961       | вища                | безпартійний                      | тимчасово не працює | м. Одеса, Одеська обл.                                    | перший кандидат | перший кандидат | ПП “ОПЗЖ"                     |
| 11 | СТЕМКОВСЬКА Олена Олександрівна       | 16.04.1993      | вища                | безпартійна                       | спеціаліст-діловод Цебриківської селищної ради Роздільнянського р-ну Одеської області                                                                                     | смт Цебрикове, Роздільнянський р-н, Одеська обл.          | 4               | 399             | ПП “ОПЗЖ"                     |
| 12 | ПАРОВЕНКО Вячеслав Леонідович         | 6.7.1955        | вища                | член ПП “ОПЗЖ"                    | СФГ "Топольницький", голова | смт Захарівка, Захарівський р-н, Одеська обл.             | 5               | 79              | ПП “ОПЗЖ"                     |
| 13 | ТРИБУНСЬКА Ліна Володимирівна         | 24.12.1979      | вища                | член ПП “ОПЗЖ"                    | менеджер з персоналу ПП «АКСОдеса» | с. Степове, Роздільнянський р-н, Одеська обл.             | 3               | 440             | ПП “ОПЗЖ"                     |
| 14 | ПАЛІЙ Микола Михайлович               | 28.11.1965      | вища                | безпартійний                      | пенсіонер | м. Роздільна, Одеська обл.                                | перший кандидат | перший кандидат | ПП «ДОВІРЯЙ ДІЛАМ»            |
| 15 | ТАРНАВСЬКА Наталія Іванівна           | 20.02 1977      | вища                | безпартійна                       | начальник відділу освіти, культури, молоді та спорту Роздільнянської райдержадміністрації                                                                                 | м. Роздільна, Одеська обл.                                | 1               | 103             | ПП «ДОВІРЯЙ ДІЛАМ»            |
| 16 | ТОКМІЛОВ Микола Пилипович             | 15.07.1954      | вища                | безпартійний                      | директор ПП «Богуславське»; місце проживання | смт Велика Михайлівка, Роздільнянський р-н, Одеська обл.  | 4               | 35              | ПП «ДОВІРЯЙ ДІЛАМ»            |
| 17 | КУЩЕНКО Дмитро Сергійович             | 28.3.1985       | вища                | безпартійний                      | Комунальне некомерційне підприємство спільної власності територіальних громад Роздільнянського р-н "Роздільнянська центральна районна лікарня", Ген. директор             | с. Федорівка, Подільський р-н, Одеська обл.               | 1               | 80              | ПП «Європейська солідарність» |
| 18 | ДРИГОВА Вікторія Володимирівна        | 10.11.1985      | вища                | безпартійна                       | тимчасово не працює | смт Велика Михайлівка, Роздільнянський р-н, Одеська обл.  | 4               | 108             | ПП «Європейська солідарність» |
| 19 | КОЛЕСНИК Ольга Іванівна               | 28.2.1955       | вища                | безпартійна                       | ФОП | м. Роздільна, Одеська обл.                                | 2               | 109             | ПП «Європейська солідарність» |
| 20 | КРАВЧЕНКО Олексій Іванович            | 26.2.1969       | вища                | безпартійний                      | директор Новосавицького психоневрологічного будинкуінтернату | смт Велика Михайлівка, Роздільнянський р-н, Одеська обл.  | 4               | 495             | ПП «Європейська солідарність» |
| 21 | КРИЛОВ Сергій Миколайович             | 9.1.1969        | вища                | член ПП «ЄС»                      | заступник голови Роздільнянської р-нної ради Одеської області | м. Роздільна, Одеська обл.                                | 1               | 107             | ПП «Європейська солідарність» |
| 22 | АЛЄКСЄЄНКО Григорій Іванович          | 16.03.1957      | вища                | безпартійний                      | директор ТОВ «Агропромсервіс» | с. Кам’янка, Роздільнянський р-н, Одеська обл.            | 4               | 67              | ПП «За майбутнє»              |
| 23 | МАРТИНЮК Інна Анатоліївна             | 3.3.1973        | вища                | безпартійна                       | головний спеціаліст управління соціального захисту населення Захарівської райдержадміністрації                                                                            | смт Захарівка, Захарівський р-н, Одеська обл.             | 5               | 9               | ПП «За майбутнє»              |
| 24 | ДОВГАНЕНКО Ігор Георгійович           | 27.06.1964      | вища                | безпартійний                      | фізична особа-підприємець | м. Роздільна, Одеська обл.                                | 1               | 36              | ПП “За майбутнє”              |
| 25 | ДРАГАНОВ Олександр Петрович           | 19.04.1981      | професійно-технічна | безпартійний                      | ФОП | с. Олександрівка, Болградський р-н, Одеська обл.          | 3               | 12              | ПП «Наш край»                 |
| 26 | СТРИЖАК Ніна Іванівна                 | 01.01.1952      | вища                | член Політичної партії "НАШ КРАЙ" | пенсіонерка | смт Затишшя, Захарівський р-н, Одеська обл.               | 5               | 60              | ПП «Наш край»                 |
| 27 | МАКОВІЙ В'ячеслав Валерійович         | 22.01.1973      | вища                | безпартійний                      | начальник відділення Портофранківського відділення поліції в м. Одеса ГУ Національної поліції в Одеській області                                                          | м. Одеса, Одеська обл.                                    | перший кандидат | перший кандидат | ПП «Наш край»                 |
| 28 | ГНИСЮК Олег Миколайович               | 02.03.1979      | вища                | безпартійний                      | Роздільнянське районне управління Головного управління Держпродспоживслужби в Одеській області, Начальник                                                                 | м. Роздільна, Одеська обл.                                | 1               | 33              | ПП «Слуга народу»             |
| 29 | ДЕМ'ЯНЕНКО Олександр Сергійович       | 29.03.1979      | вища                | безпартійний                      | Великомихайлівська районна державна адміністрація, голова | м. Одеса, Одеська обл.                                    | 4               | 253             | ПП «Слуга народу»             |
| 30 | ПРИХОДЬКО Сергій Миколайович          | 02.09.1975      | вища                | безпартійний                      | голова Роздільнянської райдержадміністрації | м. Роздільна, Одеська обл.                                | 1               | 81              | ПП «Слуга народу»             |
| 31 | СЕРЕДА Ігор Сергійович                | 02.01.1991      | вища                | безпартійний                      | тимчасово не працює | м. Роздільна, Одеська обл.                                | перший кандидат | перший кандидат | ПП «Слуга народу»             |
| 32 | ГАВРИЛОВА Тетяна Леонтіївна           | 25.6.1957       | вища                | безпартійна                       | Управління соціального захисту населення Великомихайлівської районної державної адміністрації, Начальник управління соціального захисту населення Великомихайлівської РДА | с. Полезне, Роздільнянський р-н, Одеська обл.             | 4               | 114             | ПП «Слуга народу»             |
| 33 | АЛЕКСАНДРОВА Альона Ігорівна          | 28.9.1990       | професійно-технічна | член ПП ВО «Батьківщина»          | тимчасово не працює | м. Одеса, Одеська обл.                                    | 5               | 247             | ПП ВО «Батьківщина»           |
| 34 | РАКОВИЧ Дмитро Олександрович          | 9.12.1990       | професійно-технічна | безпартійний                      | Степанівський соковий завод "Вітмарк Україна", оператор лінії розливу | м. Одеса, Одеська обл.                                    | 4               | 59              | ПП ВО «Батьківщина»           |
| 35 | ДМИТРЕНКО Владислав Олександрович     | 31.3.1997       | вища                | член ПП ВО «Батьківщина»          | працівник закладу ресторанного харчування «Макдональдс Юкрейн ЛТД» | м. Одеса, Одеська обл.                                    | 1               | 117             | ПП ВО «Батьківщина»           |
| 36 | ДОБРОВОЛЬСЬКА Оксана Володимирівна    | 06.06.1981      | вища                | безпартійна                       | тимчасово не працює | м. Одеса, Одеська обл.                                    | 2               | 50              | ПП ВО «Батьківщина»           |
| 37 | СЛУХІНСЬКА Ліна Володимирівна         | 26.06.1966      | загальна середня    | член ПП ВО «Батьківщина»          | тимчасово не працює | смт Захарівка, Захарівський р-н, Одеська обл.             | 5               | 480             | ПП ВО «Батьківщина»           |
| 38 | ЧАБАН В’ячеслав Миколайович           | 10.04.1977      | вища                | член ПП ВО «Батьківщина»          | голова селянсько-фермерського господарства «Промінь» | с. Великокомарівка, Великомихайлівський р-н, Одеська обл. | 4               | 531             | ПП ВО «Батьківщина»           |

| № | ПІБ                            | дата народження | Освіта | Партійність | Посада і місце роботи                                         | Місце проживання           | виборчий округ | к-ть голосів | назва місцевої організації ПП |
| - | ------------------------------ | --------------- | ------ | ----------- | ------------------------------------------------------------- | -------------------------- | -------------- | ------------ | ----------------------------- |
| 1 | ІСАЄВА Наталія Олександрівна   | 11.12.1982      | вища   | безпартійна | технік відділу ведення баз даних АТ «Одеські електромережі»   | м. Роздільна, Одеська обл. | 1              | 63           | ПП «Наш край»                 |
| 2 | КЛЮЧНИКОВА Ганна Володимирівна | 05.01.1977      | вища   | безпартійна | Роздільнянська центральна районна лікарня, лікар-анестезіолог | м. Роздільна, Одеська обл. | 1              | 26           | ПП «За майбутнє»              |

| №  | ПІБ                             | дата народження | Освіта              | Партійність              | Посада і місце роботи                                                           | Місце проживання                                   | виборчий округ  | к-ть голосів    | назва місцевої організації ПП | Причина неотримання мандату                            |
| -- | ------------------------------- | --------------- | ------------------- | ------------------------ | ------------------------------------------------------------------------------- | -------------------------------------------------- | --------------- | --------------- | ----------------------------- | ------------------------------------------------------ |
| 1  | КУЗЬКЕВИЧ Микита Дмитрович      | 18.08.1993      | вища                | безпартійний             | ФОП                                                                             | м. Одеса, Одеська обл.                             | 5               | 1204            | ПП “ОПЗЖ"                     | Обраний депутатом до Одеської обласної ради            |
| 2  | ОРЛОВА Людмила Анатоліївна      | 09.05.1979      | вища                | безпартійна              | в.о. старости с. Новосавицьке Великоплосківської сільської ОТГ Одеської області | с. Новосавицьке, Роздільнянський р-н, Одеська обл. | 4               | 530             | ПП “ОПЗЖ"                     |                                                        |
| 3  | ПЕТРОВСЬКА Валентина Миколаївна | 19.1.1986       | вища                | безпартійна              | загальноосвітня школа І-ІІІ ступенів с.Кам’янка., директор                      | с. Кам’янка, Роздільнянський р-н, Одеська обл.     | 2               | 353             | ПП “ОПЗЖ"                     | Обрана депутатом до Роздільнянської міської ради       |
| 4  | ТОПОЛЬНИЦЬКА Наталя Дмитрівна   | 7.10.1973       | вища                | безпартійна              | директор ТОВ «ТПК «Облпаливо»                                                   | смт Затишшя, Роздільнянський р-н, Одеська обл.     | 5               | 395             | ПП “ОПЗЖ"                     | Обрана депутатом до Затишанської селищної ради         |
| 5  | ДЕРЕВ’ЯНКО Микола Миколайович   | 18.08.1979      | вища                | член ПП «ЄС»             | головний інженер ТОВ «Укрмежбуд»                                                | м. Одеса, Одеська обл.                             | перший кандидат | перший кандидат | ПП «Європейська солідарність» |                                                        |
| 6  | ПЕТРОВ Василь Григорович        | 17.4.1953       | вища                | безпартійний             | регіональний управлінець ТОВ «ДьютіФріУкраїна ЛТД»                              | с. Нові Чобручі, Роздільнянський р-н, Одеська обл. | перший кандидат | перший кандидат | ПП «За майбутнє»              | Помер у день голосування                               |
| 7  | АНТОНОВА Тетяна Михайлівна      | 19.2.1978       | вища                | безпартійна              | заступник директора Роздільнянського р-нного центру соціальних служб            | м. Роздільна, Одеська обл.                         | 1               | 31              | ПП «Слуга народу»             | Обрана депутатом до Роздільнянської міської ради       |
| 8  | ДУБРОВІН Олег Леонідович        | 14.03.1974      | вища                | безпартійний             | директор ТОВ імені Войкова                                                      | с. Тростянець, Роздільнянський р-н, Одеська обл.   | 4               | 410             | ПП «Слуга народу»             | Обраний депутатом до Великоплосківської сільської ради |
| 9  | ШЕПТА Людмила Анатоліївна       | 04.05.1971      | загальна середня    | безпартійна              | офіціант; військова частина А-2238                                              | м. Роздільна, Одеська обл.                         | 5               | 54              | ПП «Слуга народу»             |                                                        |
| 10 | БАБЕНКО Андрій Васильович       | 26.06.1992      | професійно-технічна | член ПП ВО «Батьківщина» | генеральний директор охоронної структури “Самсон»                               | с. Дружелюбовка, Захарівський р-н, Одеська обл.    | перший кандидат | перший кандидат | ПП ВО «Батьківщина»           | Обраний депутатом до Одеської обласної ради            |

## Виконавчий комітет
| №  | ПІБ                              | Посада |
| 1  | Тегляєв Андрій Вікторович        | Керуючий справами виконавчого апарату районної ради                                                       |
| 2  | Резнік Олена Володимирівна       | Начальник загального відділу районної ради виконавчого апарату районної ради                              |
| 3  | Бесараба Людмила Леонідівна      | Начальник відділу з бюджету та фінансово – економічних питань виконавчого апарату районної ради           |
| 4  | Іваник Ольга Володимирівна       | Начальник організаційного відділу виконавчого апарату районної ради                                       |
| 5  | Вільганюк Надія Савівна          | Начальник відділу бухгалтерського обліку та господарського забезпечення виконавчого апарату районної ради |
| 6  | Штувбейна Альона Вячеславівна    | Начальник відділу «Трудовий архів при Роздільнянській районній раді»                                      |
| 7  | Бакланова Надія Іванівна         | Головний спеціаліст відділу «Трудовий архів при Роздільнянській районній раді»                            |
| 8  | Платіка Микола Вікторович        | Начальник відділу у справах майна виконавчого апарату районної ради                                       |
| 9  | Панчошенко Марія Петрівна        | Начальник юридичного відділу виконавчого апарату районної ради                                            |
| 10 | Мурзіна Тетяна Анатоліївна       | Головний спеціаліст юридичного відділу виконавчого апарату районної ради                                  |
| 11 | Шершень Олена Миколаївна         | Головний спеціаліст відділу у справах майна виконавчого апарату районної ради                             |
| 12 | Берестовська Ірина В'ячеславівна | Головний спеціаліст загального відділу виконавчого апарату районної ради                                  |
| 13 | Кияниця Наталя Сергіївна         | Головний спеціаліст відділу у справах майна виконавчого апарату районної ради                             |